# Robert Mšvidobadze
Robert Nikolaevič Mšvidobadze (in russo Роберт Николаевич Мшвидобадзе?; Gori, 17 agosto 1989) è un judoka russo di origini georgiane.

## Palmarès
- Mondiali:

Baku 2018: argento nei 60 kg.
- Europei

Varsavia 2017: oro nei 60 kg.
Praga 2020: oro nei 60 kg.
- Universiadi

Shenzhen 2011: bronzo nei 60 kg.
- Europei under 23

Antalya 2009: argento nei 60 kg.
Sarayevo 2010: argento nei 60 kg.
Tyumen 2011: argento nei 60 kg.
- Europei cadetti

Rotterdam 2004: argento nei 50 kg.
Salisburgo 2005: argento nei 55 kg.

### Vittorie nel circuito IJF
| Data             | Località  | Paese               | Categoria     |
| ---------------- | --------- | ------------------- | ------------- |
| 26 ottobre 2017  | Abu Dhabi | Emirati Arabi Uniti | Gran Slam     |
| 15 dicembre 2018 | Canton    | Cina                | World Masters |